# Amazona autumnalis
L'amazzone fronterossa (Amazona autumnalis (Linnaeus, 1758)) è un uccello della famiglia degli Psittacidi, diffuso nell'America tropicale.

## Tassonomia
L'amazzone fronte rossa fu formalmente descritta nel 1758 dal naturalista svedese Carlo Linneo nella decima edizione del suo Systema Naturae, che lo collocò con tutti gli altri pappagalli del genere Psittacus e coniò il nome binomiale Psittacus autumnalis. Linneo basò la sua descrizione sul "pappagallo verde minore" che era stato descritto e illustrato nel 1751 dal naturalista inglese George Edwards nel quarto volume del suo A Natural History of Uncommon Birds. Edwards credeva erroneamente che il suo esemplare provenisse dalle Indie Occidentali. La località tipo fu in seguito designata come Messico meridionale. L'amazzone fronte rossa è ora una delle circa trenta specie inserite nel genere Amazona che fu introdotto dal naturalista francese René Lesson, nel 1830. Il nome del genere è una versione latinizzata del nome Amazone usato nel XVIII secolo dal conte di Buffon. L'epiteto specifico autumnalis è latino e significa "autunnale".
Sono riconosciute tre sottospecie:
- A. a. autumnalis (Linnaeus, 1758) – dal Messico orientale al Nicaragua settentrionale
- A. a. salvini (Salvadori, 1891) – dal nord del Nicaragua alla Colombia sudoccidentale e al Venezuela nordoccidentale
- A. a. lilacina (Lesson, R, 1844) – Ecuador occidentale - l'amazzone frontelilla

L'amazzone frontelilla è considerata da alcune autorità (come la BirdLife International) una specie distinta, Amazona lilacina.
L'amazzone diademata (Amazona diadema) è talvolta considerata conspecifica di questa specie.

## Distribuzione e habitat
L'areale della specie comprende Messico, Belize, Guatemala, Honduras, Costa Rica, Nicaragua, Panama, Colombia e Venezuela.
Vive nelle foreste tropicali di pianura dove può costituire anche grandi stormi per andare alla ricerca di frutta, semi, noci, fiori, bacche e germogli.

## In cattività
Anche in cattività è abbastanza popolare, seppure i risultati riproduttivi lascino un po’ a desiderare. Come animale da compagnia si affeziona molto, ma spesso risulta fastidiosa per le grida che emette in alcuni momenti della giornata.